# Pró
Pró là một xã thuộc huyện Đơn Dương, tỉnh Lâm Đồng, Việt Nam.

## Địa lý
Xã Pró có diện tích 87,84 km², dân số năm 2022 là 7.300 người, mật độ dân số đạt 83 người/km².

## Lịch sử
Ngày 15 tháng 9 năm 1989, Hội đồng Bộ trưởng ban hành Quyết định số 135/QĐ-HĐBT về việc thành lập xã Pró trên cơ sở một phần của xã Ka Đơn.
Ngày 21 tháng 1 năm 2020, HĐND tỉnh Lâm Đồng ban hành Nghị quyết số 166/NQ-HĐND về việc sáp nhập một phần thôn Pró Ngó vào thôn Đông Hồ.

## Văn hóa
Xã có làng gốm Krăng-gọ nổi tiếng của người Churu.